# Войвыл
Войвыл — деревня в Косинском районе Пермского края. Входит в состав Косинского сельского поселения. Располагается южнее районного центра, села Коса. Расстояние до районного центра составляет 17 км. По данным Всероссийской переписи населения 2010 года, в деревне проживало 47 человек (21 мужчина и 26 женщин).

## История
До Октябрьской революции населённый пункт Войвыл входил в состав Косинской волости, а в 1927 году — в состав Пуксибского сельсовета. По данным переписи населения 1926 года, в деревне насчитывалось 26 хозяйств, проживало 138 человек (61 мужчина и 77 женщин). Преобладающая национальность — коми-пермяки.
По данным на 1 июля 1963 года, в деревне проживало 197 человек. Населённый пункт входил в состав Пуксибского сельсовета.